# Виноградний Клин
Виноградний Клин — село в Україні, у Генічеській міській громаді Генічеського району Херсонської області. Населення становить 217 осіб. До 2020 орган місцевого самоврядування — Сокологірненська сільська рада.

## Населення

### Мова
Розподіл населення за рідною мовою за даними перепису 2001 року:
| Мова            | Кількість | Відсоток |
| --------------- | --------- | -------- |
| українська      | 217       | 90.8%    |
| російська       | 21        | 8.78%    |
| інші/не вказали | 1         | 0.42%    |
| Усього          | 238       | 100%     |

## Історія
Село Виноградний Клин було засновано в 1928 році. Село входило до складу Новогригорівської сільської ради. Його заснували вихідці з села Новогригорівка. На базі села був організований колгосп «Виноградний Клин».    4 вересня 1950 року прийнято рішення виконкому Генічеської райради депутатів трудящих (голова виконкому Ф.Клименко) «Про зміну меж сільських рад у зв'язку з укрупненням колгоспів». Було вирішено об'єднати колгосп «Виноградний Клин» с. Виноградний Клин і колгосп «Ім. Чкалова» с. Нововасилівка Новогригорівської сільської ради з колгоспом Шлях Ілліча" Сокологірненської сільської ради з центром у селі Сокологірне.
12 червня 2020 року, відповідно до Розпорядження Кабінету Міністрів України № 726-р «Про визначення адміністративних центрів та затвердження територій територіальних громад Херсонської області», увійшло до складу Генічеської міської громади.
17 липня 2020 року, в результаті адміністративно-територіальної реформи та ліквідації  колишнього Генічеського району увійшло до складу новоутвореного Генічеського району.
24 лютого 2022 року село тимчасово окуповане російськими військами під час російсько-української війни.

## Економіка
- ТОВ "СТОВ «Реал-Агро», директор Сергій Павлович Геращенко
- Фермерське господарство «Оранта», голова Погорєлий Олександр Гаврилович
- Магазин «Продтовари» ПП Лазаренко Олена Андріївна